# タイヘイヨウアカボウモドキ
タイヘイヨウアカボウモドキ（太平洋赤坊擬、Indopacetus pacificus）はハクジラ亜目アカボウクジラ科タイヘイヨウアカボウモドキ属に属する珍しいクジラである。

## 呼称
英名の「Longman's Beaked Whale」に因んで「ロングマンオウギハクジラ」という和名を提唱する研究者もいる。また、英語では「Indo-Pacific Beaked Whale」や「Tropical Bottlenose Whale」などとも呼ばれるが、後者に関しては「熱帯のトックリクジラ」という意味になる。
和名上ではアカボウモドキと混同しやすいが、両種は姉妹種や亜種ではない。

## 分類

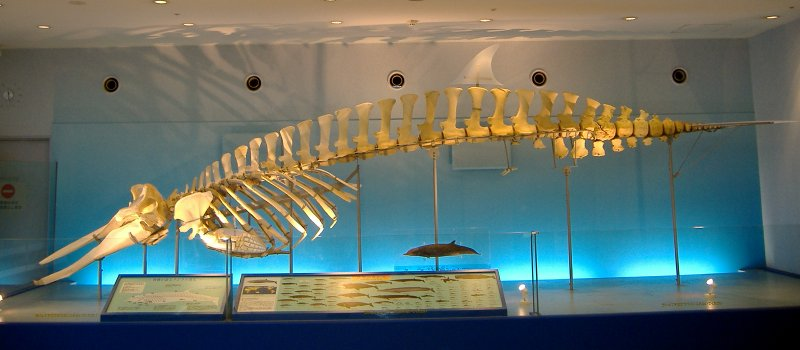
いおワールドかごしま水族館の全身骨格標本

タイヘイヨウアカボウモドキ属（Indopacetus）はアカボウクジラ科に属する属の一つであり、タイヘイヨウアカボウモドキ属に属するのはタイヘイヨウアカボウモドキ1種のみである。同じアカボウクジラ科のオウギハクジラ属、トックリクジラ属に似ており、3属をトックリクジラ亜科（Hyperoodontinae）とすることも多い。
タイヘイヨウアカボウモドキは非常に珍しいため、分類については混乱も見られたが、現在ではほぼ決着している。
オーストラリアクイーンズランド州のマッカイにおいて1882年に発見された頭蓋骨標本に基づいて、Longmanによって1926年に新種として報告された。しかし、新種ではなくアカボウモドキである、あるいはトックリクジラの雌であるといった異論もあった。1955年にソマリアのダナネ（英語版）近くの海岸に打ち上げられた個体は、ほぼ全身が肥料として処分されたものの頭蓋骨が残されており、生物学者ムーア（Joseph C. Moore）はこの頭蓋骨を用いて新種であることを示した。この種がオウギハクジラ属に属するか否かについては激しい議論が交わされた。
従来、タイヘイヨウアカボウモドキとされていた標本はこの2例だけであったが、2003年にDaleboutらは遺伝子解析によって他に4標本（計6標本）が見つかっていたことを示した（Dalebout et al 2003）。他の4標本とは、1968年にケニアで見つかった頭蓋骨、1976年と1992年に南アフリカで見つかった未成熟な2個体、2000年にモルディブで見つかった個体である。このうち、モルディブで見つかった個体は妊娠中の雌で、胎内から胎児も見つかっている。Daleboutらの遺伝子解析によって、独立した属とすべきであろうということも示された。現在ではタイヘイヨウアカボウモドキ属（Indopacetus）として独立した属とすることでほぼ決着している。
外観的な特徴も明らかにされ、インド洋や太平洋で稀に見られる「Tropical Bottlenose Whale（熱帯のトックリクジラ）」は別の種であると従来考えられていたが、実は同一の種であることもわかった。
Daleboutらの論文が出版されようとしていた2002年7月、日本の鹿児島県薩摩川内市において当初はツチクジラと思われたクジラが打ち上げられたが、後日タイヘイヨウアカボウモドキであることがわかった。2002年8月、南アフリカに打ち上げられたクジラがタイヘイヨウアカボウモドキであるという主張もあったが、これはアカボウクジラの誤認であると考えられている。この個体は、いおワールドかごしま水族館において、全身骨格標本となって展示されている。本種の標本は世界的に見ても限られており、貴重な資料の一つである。

## 形態

ヒトとの比較

タイヘイヨウアカボウモドキの外見はオウギハクジラ属やトックリクジラ属によく似ており、生物分類が混乱する原因にもなっていた。未成熟な個体の口吻はトックリクジラ類のように短いが、成熟した雌の個体の口吻はむしろ長く、あまり明瞭ではない頭部メロンにめりこんだような形状である。背びれは成体ではトックリクジラよりも大きく三角形に近い形状であるが、未成熟な個体ではむしろ小さく鎌に似た形状である。雄の成体の座礁例はないため不明な点もあるが、海上での観察によると、頭部メロンは膨らんでおり、口吻の先端に2本の歯があり、体表には歯による引っかき傷もある。ダルマザメによる引っかき傷があることも珍しくないようである。
未成熟な個体の体表の模様は特徴的であり、そのことはタイヘイヨウアカボウモドキと「Tropical Bottlenose Whale」が同一の種であるとわかった要因でもある。背側については、噴気孔の後では暗い黒であるが、尾側にかけて明るい灰色から白に変化していく。眼のあたりは背中よりは明るい灰色であり、眼のすぐ後には明るい斑点があり、胸びれにかけて濃い灰色の筋状の模様がある。口吻の先端も濃い色である。雌の模様はもっと単純であり、口吻と頭部が茶色である以外は全身が灰色がかっている。同じ種であっても個体間での模様の違いが大きいとも考えられている。
モルディブで見つかった雌の成体の体長は約6メートルであり、日本で見つかった同じく雌は約6.5メートルであった。海上における観察では若干それらよりも大きく7メートルから9メートル程度である。オウギハクジラ類よりは少し大きく、大きさ・形態ともにトックリクジラ類と同程度である。モルディブで記録された胎児の体長は1メートルほどであった。体重、妊娠期間などは不明である。

## 生息数と生息域

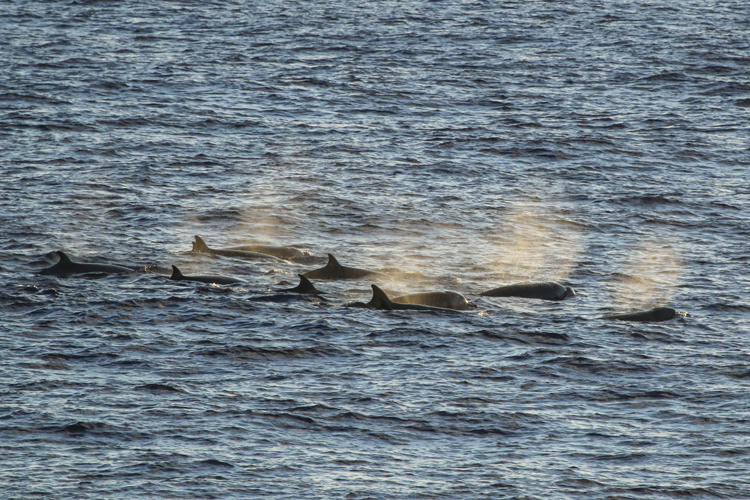
タイヘイヨウアカボウモドキの群れ

漂着例からは、生息域はインド洋についてはアフリカに近い南西部からモルディブにかけて、太平洋についてはオーストラリアから日本にかけての海域と考えられている。しかし海上における目撃例をふまえると、生息域はもっと広くアラビア海やメキシコの西岸などにも棲息していると考えられる。メキシコ湾における目撃例も報告されているため、大西洋の熱帯海域にも棲息すると考えられる。
ハワイ沖における目撃例が最も頻繁である。ハワイの海岸へ打ち上げられた例は報告されてはいないが、比較的ありふれた存在であり、2002年の調査では766頭の棲息が確認されている。他の海域についての生息数は不明である。
日本ではトカラ海峡などで目撃があり、小笠原諸島でもトックリクジラに類似した特徴を持つ鯨類が目撃された事がある。北海道周辺でのストランディングもあり、寒冷帯への回遊が行われる事もあると思われる。日本海では記録がなかったが、2011年にウラジオストク市近辺で漂着があった。
上記の通り、小笠原諸島では以前にも未確認の目撃情報が存在したが、2021年10月に父島沖で6頭以上の群れが確認され、小笠原ホエールウォッチング協会は詳細な写真付きの論文を2023年5月に提出している。翌2022年7月には四万十市で座礁が確認され、また近年日本近海での目撃や座礁が相次いでいることから、一定数以上の個体群が日本近海に生息している可能性が高い。
台湾では主にストランディングや小規模な群れの目撃が散発的に記録されていたが、2025年7月には花蓮市沖でホエールウォッチング中に30頭という大きなポッドが撮影された。

## 生態
タイヘイヨウアカボウモドキは、他のオオギハクジラ類と比べると大きな群を成して行動する。10頭から、多いときには100頭程度の群を成すが、典型的な群の大きさは15頭から20頭程度である。群の結束はかなり堅い方である。コビレゴンドウやハンドウイルカ、シワハイルカの群と混ざって行動することも少なくなく、ザトウクジラの付近で泳いでいたこともある。
ブリーチング（水面上にほぼ垂直に跳躍した後、身体を倒して側面を海面に打ちつけるように着水して水しぶきを上げる行動）を行うことは知られているが、低めの跳躍である。潜水時間については18分から25分という報告がある。

## 保護
捕鯨の対象とはなっていない。漁具による混獲の被害や海軍の音響探知機の被害に遭っているという報告もない。生態の研究なども進んでおらず、根本的な情報も少ない為、絶滅の危険性については不明である。